# آري غلاك
آري غلاك (بالعبرية: אריה גליק‏) هو موسيقي إسرائيلي، ولد في 13 أبريل 1930 في تشيكوسلوفاكيا، وتوفي في 23 يونيو 2016 في فورهيز ‏ في الولايات المتحدة.

## وصلات خارجية
- آري غلاك على موقع أوليمبيديا (الإنجليزية)